# Bjelland
Bjelland is een parochie en voormalige gemeente in toenmalige fylke Vest-Agder in het zuiden van Noorwegen. De parochie maakt deel uit van de prosti Mandal. De kerk van Bjelland dateert uit 1793. Bjelland ligt op de T-splitsing van Fylkesvei 455 en Fylkesvei 462.
Bjelland vormde tot 1902 samen met Grindheim de gemeente Bjelland og Grindum Tussen 1902 en 1962 was het een zelfstandige gemeente. In dat jaar werd het grootste deel samengevoegd met Laudal en Øyslebø tot de nieuwe gemeente Marnardal. Een klein deel werd bij de nieuwe gemeente Audnedal gevoegd. Marnardal werd in 2020 toegevoegd aan Lindesnes.